# Alain Vasseur
Alain Vasseur (* 1. April 1948 in Cappelle, Frankreich) ist ein ehemaliger französischer Radrennfahrer.
Sein erster bedeutender Erfolg war der Sieg im Rennen von Paris nach Tours bei den Amateuren. Er nahm an der Tour de France 1970, 1971 und 1974 teil. 1970 gewann er die 8. Etappe der Tour, die vom belgischen Ciney nach Felsberg führte, vor Walter Godefroot und Marino Basso. 1969 gewann er die Vier Tage von Dünkirchen. 1968 nahm er an den Olympischen Spielen teil und belegte im Straßenrennen Platz 20.
Sein älterer Bruder Sylvain Vasseur sowie sein Sohn Cédric Vasseur waren gleichfalls Radprofis.